# Mount Scenery
Mount Scenery – wulkan na wyspie Saba, gminie zamorskiej Holandii, klasyfikowany jako stratowulkan. Ostatnia erupcja miała miejsce w roku 1640. Mount Scenery jest najwyższym wzniesieniem Królestwa Niderlandów.

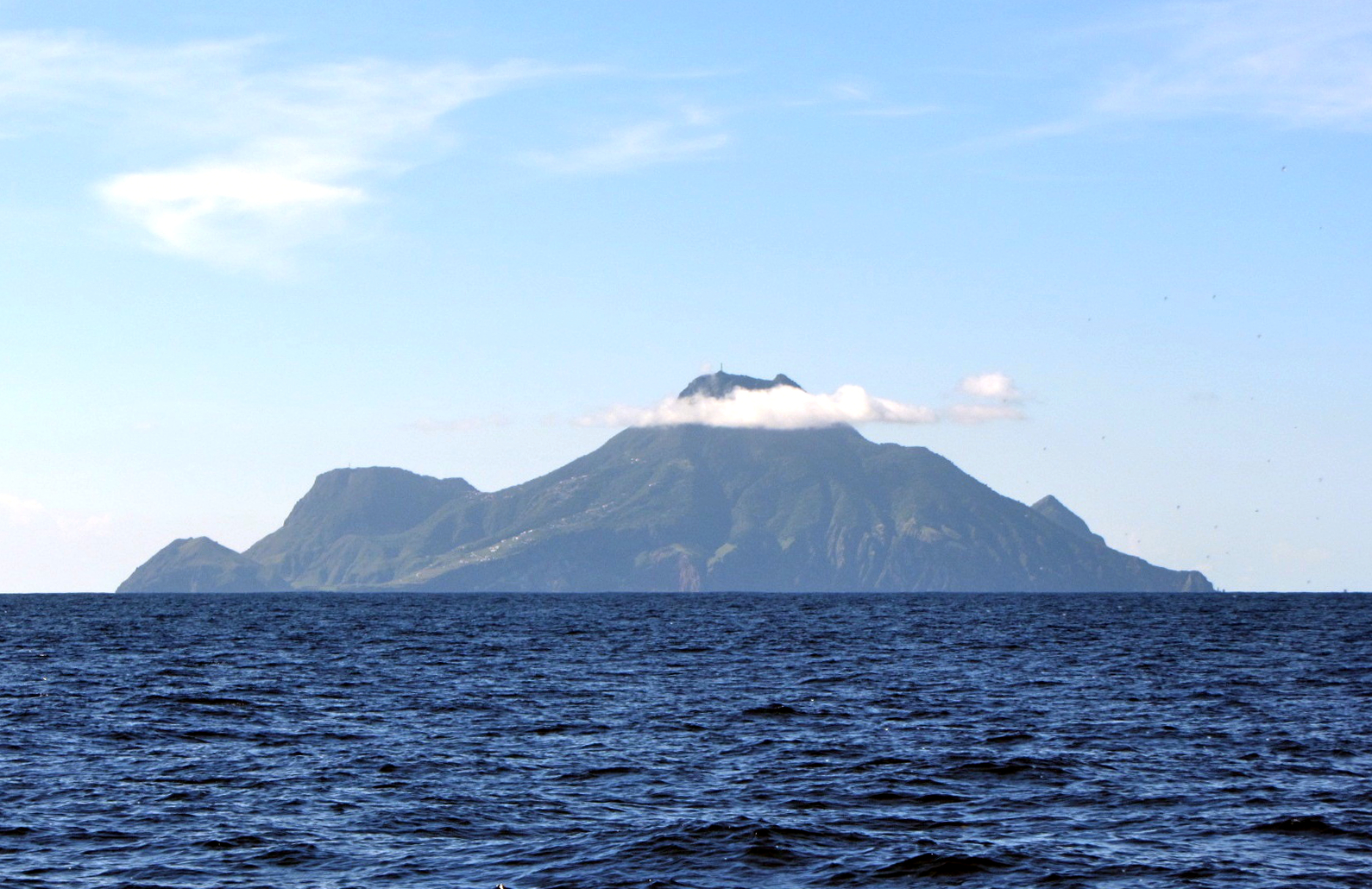
Wyspa wraz ze szczytem widziane od strony północnej.
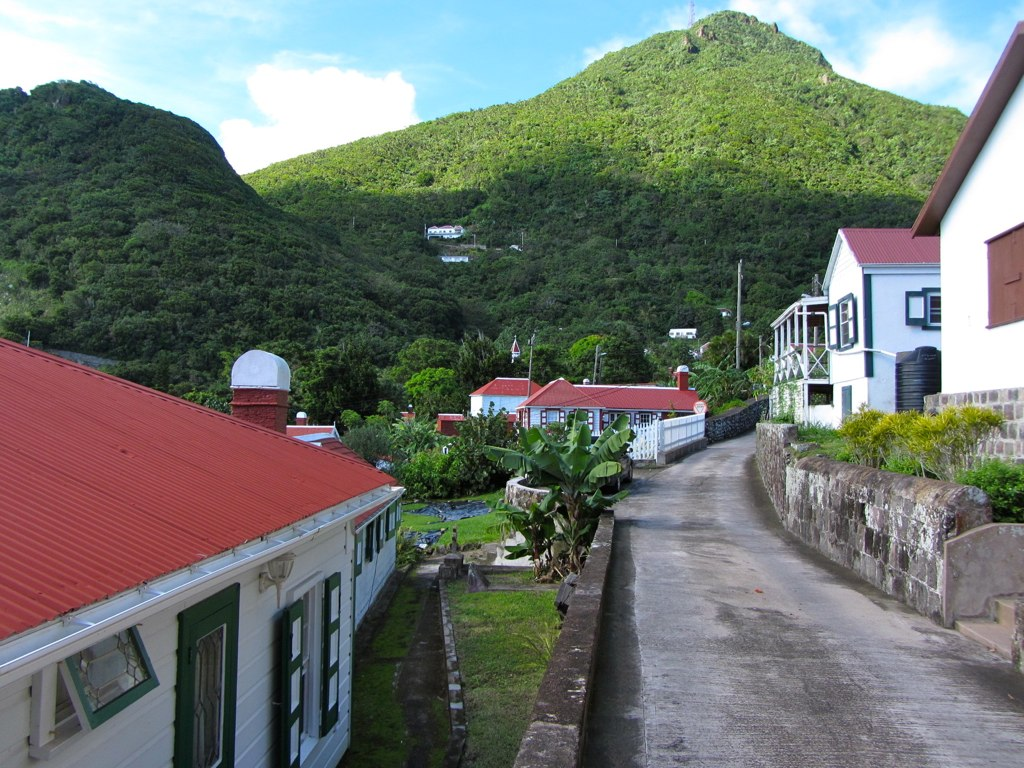
Szczyt widziany z Windwardside.
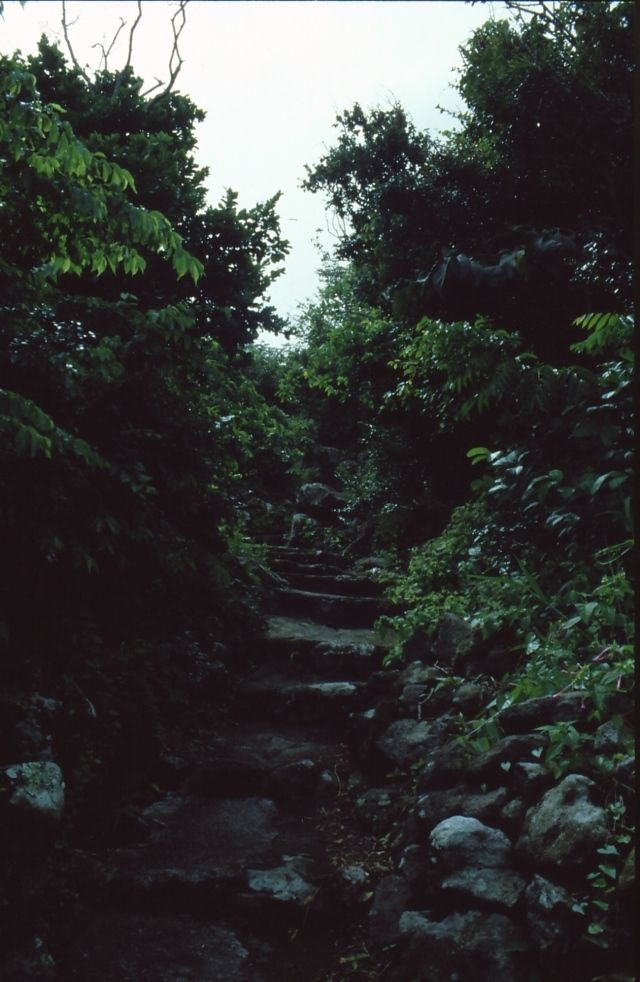
Droga na szczyt.